# Wapen van Grimbergen

Het wapen van Grimbergen sinds 1846/1995.

Het Wapen van Grimbergen is het heraldisch wapen van de Belgische gemeente Grimbergen. Dit wapen werd voor het eerst op 20 december 1846 en vervolgens opnieuw op 4 januari 1995 aan de gemeente toegekend.

## Geschiedenis
Het wapen is dat van de heren van Grimbergen, een belangrijk Brabants adellijk geslacht, wiens stamslot in Grimbergen stond. De lokale raad gebruikte dit wapen reeds op haar zegels sinds de 13e eeuw.
In 1846 had het wapen nog een andreaskruis in plaats van de twee gekruiste schuinstaken van het familiewapen, hetgeen in het huidige wapen is rechtgezet.

## Blazoen
Het wapen heeft de volgende blazoenering:
In goud een dwarsbalk van lazuur, met twee gekruiste schuinstaken van keel over alles heen.

## Verwante wapens

Voormalige wapen van Brussegem (Merchtem).
Wapen van Londerzeel.
Wapen van Meise.